# رسائل الكاثوليكون

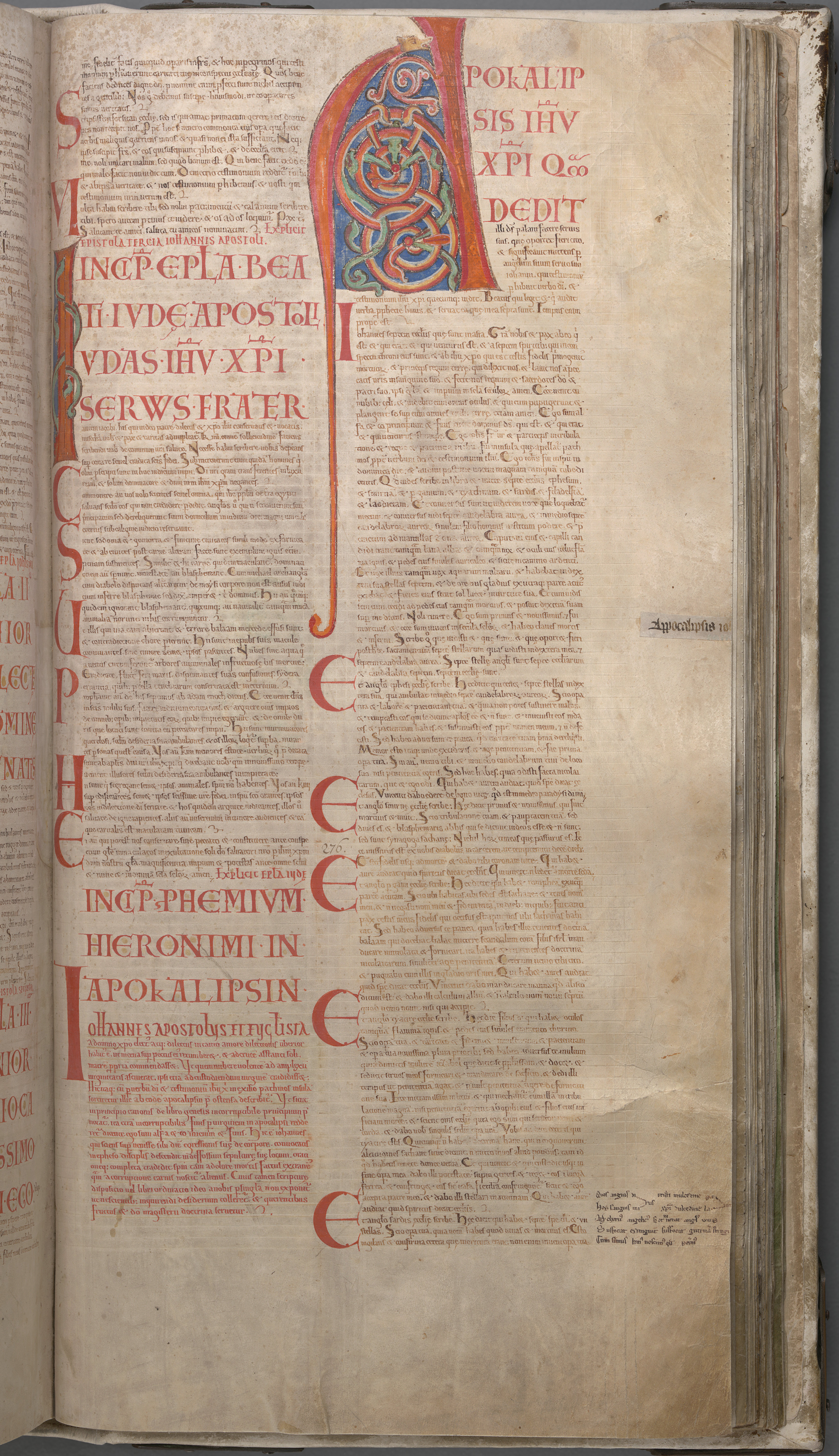

هي مجموعة من أسفار العهد الجديد التي سميت بالكاثوليكون Catholicon أي الجامعة وتعرف أيضا بالعامة، وهذا التعريف ليس دقيقًا كما يراه بعض دارسي الكتاب المقدس، فرغم أنها ليست كرسائل بولس الرسول الذي كتب أصلاً للكنائس ولأشخاص فهذه الرسائل كتبت إلى المسيحيين المتشتتين والذين هم من أصول يهودية كما هو واضح في رسالة يعقوب ورسالتي بطرس ويهوذا والرسالة الجامعة أو العامة الوحيدة هي الرسالة الأولى ليوحنا الإنجيلي وعدا ذلك في رسائل لليهود المؤمنين بالمسيح ولأشخاص ككيرية المختارة وغايس الحبيب.
وعلى الرغم من أن الرسالتين الثانية والثالثة ليوحنا الإنجيلي موجهتين إلى أشخاص ذكرت أسماءهم إلا أنهما صنفتا خطأً ضمن الكاثوليكون لقصرهما واعتبارهما امتدادا لرسالة يوحنا الأولى وتتمتا للمواضيع التي تناولتها.وهذا رأي أيضاً لا يقبله الكثير من المسيحيين الكتابيين، فصحيح أن كنيسة روما تُقسّم هذا التقسيم ولكن الكنائس الكتابية ترفض هذا الأمر من وجهة نظرها وتعتبرهما رسائل خاصة تعليمية. تماماً كرسالة بولس الرسول لفيليمون وتيطس.
وعند قرأته تكون:
مقدمته: (الكاثوليكون) فصل من رسالة (...) بركته علينا آمين.
خاتمة: (لا تحبوا العالم ولا الأشياء التي في العالم لأن العالم يمضي وشهوته. أما الذي يصنع إرادة الله فيثبت إلى الأبد آمين).
وهذه الرسائل هي :
- رسالة يعقوب
- رسالة بطرس الأولى
- رسالة بطرس الثانية
- رسالة يوحنا الأولى
- رسالة يوحنا الثانية
- رسالة يوحنا الثالثة
- رسالة يهوذا

| اسم الرسالة التقليدي | المؤلف وفقا للنص (NIV)                          | الإسناد التقليدي | الإجماع الحديث حول المؤلف(3:10) |
| -------------------- | ----------------------------------------------- | ---------------- | ------------------------------- |
| رسالة يعقوب          | "يعقوب، خادم للرب يسوع المسيح"                  | يعقوب البار      | شخص غير معروف اسمه يعقوب        |
| رسالة بطرس الأولى    | "بطرس، رسول يسوع المسيح"                        | بطرس             | على الأرجح بطرس                 |
| رسالة بطرس الثانية   | "Sim(e)on (سمعان) بطرس، خادم ورسول يسوع المسيح" | بطرس             | على الأرجح ليس بطرس             |
| رسالة يوحنا الأولى   | مجهول                                           | يوحنا بن زبدي    | غير معروف                       |
| رسالة يوحنا الثانية  | مجهول                                           | يوحنا بن زبدي    | غير معروف                       |
| رسالة يوحنا الثالثة  | مجهول                                           | يوحنا بن زبدي    | غير معروف                       |
| رسالة يهوذا          | "يهوذا"، "خادم يسوع المسيح وأخو يعقوب"          | يهوذا أخو يسوع   | شخص غير معروف اسمه يهوذا        |

## التأليف
ثلاثة من الرسائل السبعة لا تذكر اسم المؤلف. هذه الرسائل الثلاثة تقليديا نسبت إلى يوحنا بن زبدي، أحد الرسل الإثني عشر ليسوع. وبالتالي فإن هذه الرسائل قد وصفت بأنها رسائل يوحنا، على الرغم من حقيقة أن أيا من الرسائل لم تذكر اسم المؤلف. يشكك علماء العصر الحديث بقوة في أن المؤلف (أو المؤلفين) اسمه (أو اسمهم) 'يوحنا'.
اثنان من الرسائل تدعيان أنهما قد كتبا من قبل بطرس، وهو واحد من الرسل الإثني عشر ليسوع. ولذلك، فقد سميت تقليديا بالرسائل البطرسية. ومع ذلك يتفق معظم علماء العصر الحديث أن رسالة بطرس الثانية لم يكتبها بطرس على الأرجح، لأنها يبدو أنها قد كتبت في أوائل القرن الثاني، بعد فترة طويلة من موت بطرس. إلا أن الآراء حول الرسالة الأولى هي أكثر انقساما؛ والعديد من العلماء يعتقدون أنها أصلية.
في إحدى الرسائل، يدعو المؤلف نفسه يعقوب (Ἰάκωβος Iakóbos). ومن غير المعروف أي يعقوب من المفترض أن يكون. هناك عدة تفسيرات مسيحية تقليدية لنصوص أخرى في العهد الجديد تذكر يعقوب أخي يسوع. ومع ذلك، فإن معظم علماء العصر الحديث يميلون إلى رفض هذا النوع من التفكير، لأن المؤلف نفسه لا يشير إلى أي علاقة أسرية مع يسوع. مشكلة مماثلة تطرح نفسها مع رسالة يهوذا (Ἰούδας Ioudas): الكاتب ذكر أنه شقيق يعقوب (ἀδελφὸς δὲ Ἰακώβου adelphos دي Iakóbou)، ولكن ليس من الواضح أي يعقوب هو المقصود. وفقا لبعض التقاليد المسيحية، فإنه هو نفس يعقوب صاحب رسالة يعقوب والذي يزعم أنه شقيق يسوع، وبالتالي، يهوذا يجب أن يكون شقيق يسوع، على الرغم من أنه لا يشير إلى أي شيء من هذا القبيل في النص.
مع استثناء رسائل بطرس، والتي قد تكون منحولة، تمت إضافة رسائل الكاثوليكون السبع إلى العهد الجديد القانوني، لأن أوائل آباء الكنيسة نسبوا الرسائل التي لا تذكر مؤلفيها إلى أشخاص مهمين، ونسبوا الرسائل المكتوبة من قبل أشخاص لهم نفس أسماء أشخاص مهمين إلى هؤلاء الأشخاص المهمين.(4:18)

## وصلات خارجية
- Oxford University Press - Bibliographies
- Bible Hub Catholic Epistles
- Coptic Orthodox Church - Dictionary نسخة محفوظة 10 أغسطس 2020 على موقع واي باك مشين.
- Catholic Encyclopedia: Catholic Epistles
- Ancient Faith Ministries - Introduction to the Catholic Epistles
- Notes on the General Epistles by C. I. Scofield